# Yeshu
Yeshu (ישו) es la grafía del nombre "Jesús" en hebreo moderno. Esta grafía se encuentra en los diccionarios del hebreo moderno, en los escritos rabínicos, y en los textos seculares. La grafía alternativa Yeshúa se encuentra solo en los textos cristianos, como por ejemplo las traducciones hebreas del Nuevo Testamento.
Yeshu ha-Notzrí es la grafía de Jesús de Nazaret en los textos rabínicos y seculares. En los textos cristianos Jesús de Nazaret es (ישוע מנצרת) Yeshúa miNatzrat.

## Antroponimia
La transcripción del hebreo Josué (יהושע, Yehoshúa) al griego es Iesoús (Ἰησοῦς), nombre aplicado a una treintena de personas en las obras de Josefo. La grafía hebrea Yeshu no existe en hebreo para los otros Josués.

## En el Talmud babilónico
En el Talmud Yeshu ha-Notzrí es un hechicero, que los eruditos modernos tratan de identificar con Jesús de Nazaret.

## Yeshuen la polémica medieval
La grafía Yeshu aparece también en del Tolédot Yesu, versión judía de la vida de Jesús. Este texto sostiene que el nombre Yeshu (ישו) no deriva de Yehoshua (Josué), sino que se deriva de un acrónimo de Imaj Shemo Vezijró, «sean borrados su nombre y recuerdo».

## En los textos hebreos de la Ilustración
En La Biblia, el Talmud y el Evangelio 1875 el rabino lituano Elias Soloweyczyk trató de hacer una reconciliación pacífica de los mensajes del judaísmo y el cristianismo. Un Yeshu semejante se encuentra en las obras de Aharon Avraham Kabak y Yeshu ha-Notsri de Joseph Klausner. 